# Andrés Páez
Andrés Tarquino Páez Benalcázar (28 de mayo de 1966, Ibarra, Ecuador) es un doctor en jurisprudencia, sociólogo, político, docente universitario y ex asambleísta nacional por la provincia de Pichincha por Izquierda Democrática. Militó en el partido CREO, por el cual postuló a la vicepresidencia en 2017.

## Carrera política
Fue viceprefecto de la provincia de Pichincha entre 2000 y 2002. Fue diputado por la provincia de Pichincha en el Congreso desde el año 2003, puesto al que se candidateó como afiliado al partido político Izquierda Democrática del cual fue elegido presidente, y se mantuvo tras las elecciones de 2007 y las elecciones para asambleístas de 2009. Por el partido CREO, logró obtener nuevamente una curul para la  Asamblea Nacional de Ecuador para el período 2013-2017.
Fue seleccionado por Guillermo Lasso como el candidato a la vicepresidencia por el Movimiento CREO para las elecciones presidenciales de Ecuador de 2017. Fue candidato a la alcaldía de Quito por el Partido Sociedad Patriótica y Democracia Sí en las elecciones del Distrito Metropolitano de Quito de 2023.